# ジェットスマート航空
ジェットスマート航空（JetSmart Airlines）は、チリの首都サンティアゴを拠点とする格安航空会社。運航機材はエアバスA320とエアバスA320neoを使用している。
アメリカン航空とコードシェアを行っている。

## 歴史
ジェットスマート航空は、2017年1月26日に航空事業者証明書(AOC)を申請し、2017年6月に認可を受けた。当初は3機のエアバスA320-200で運航し、その後、エアバスA320neoを受領した。
国内線のみの運航を行っていたジェットスマート航空は、南米市場に参入し、ジェットスマートアルゼンチンを設立した。2019年12月4日には、ノルウェー航空アルゼンチンを買収し、ジェットスマートアルゼンチンと合併した。
2022年6月16日、ペルーで国内線運航を開始し、新たな市場へ進出した。

## 保有機材
| 機種            | 保有数 | 発注数 | 乗客数 |
| --------------- | ------ | ------ | ------ |
| エアバスA320    | 11     | -      | 186    |
| エアバスA320neo | 21     | 21     | 186    |
| エアバスA321neo | 9      | 41     | 244    |
| エアバスA321XLR | -      | 14     | 未定   |
| 合計            | 41     | 76     |        |

- 2017年12月、A320neoを56機、A321neoを14機発注[3]。
- 2019年6月、12機のA321XLRを発注した[4]。
- 2021年11月、A321neoを22機、A321XLRを2機発注し、既存のA320neoの発注をA321neoに転換した[5]。
- 2022年7月には、2027年までに100機の航空機を保有する予定であると報じられた。